# Leonard Andrejewitsch Rastrigin
Leonard Andrejewitsch Rastrigin (russisch Леонард Андреевич Растригин; * 23. Juli 1929 in Jelabuga; † 30. Januar 1998 in Riga) war ein sowjetisch-lettischer Kybernetiker, Informatiker und Hochschullehrer.

## Leben
Rastrigin studierte am Moskauer Staatlichen Luftfahrtinstitut (MAI) mit Abschluss 1953 als Spezialist für Flugzeugbau. Er widmete sich dann der Kybernetik.
Ab 1956 war Rastrigin Aspirant und ab 1958 wissenschaftlicher Junior-Mitarbeiter des Instituts für Maschinenwesen der Akademie der Wissenschaften der UdSSR. Er schlug 1959 die Benutzung der Zufallssuche (Random Search) vor. 1961 verteidigte er seine Dissertation über den Einsatz der Zufallssuche für das automatische Auswuchten von Rotoren mit Erfolg für die Promotion zum Kandidaten der technischen Wissenschaften.
Rastrigin wurde 1962 Leiter des Laboratoriums für Zufallssuche im Institut für Elektronik und Rechnertechnik der Akademie der Wissenschaften der Lettischen Sozialistischen Sowjetrepublik. 1963–1964 war er wissenschaftlicher Vizedirektor des Instituts.
Ab 1965 lehrte Rastrigin neben seiner Forschungstätigkeit am Polytechnischen Institut Riga, was 1981 seine Haupttätigkeit an den Lehrstühlen für automatische Steuerungssysteme und Rechnertechnik wurde. Er verteidigte 1966 seine Doktor-Dissertation über statistische Optimierung mit Erfolg für die Promotion zum Doktor der technischen Wissenschaften. Sein 1969 erschienenes Buch (2. Auflage 1974) über die zufällige Welt wurde ins Englische, Deutsche, Japanische, Ungarische, Bulgarische, Estnische und Litauische übersetzt. Von 1970 bis 1982 gab er 10 Sammelbände mit Arbeiten über Probleme der Zufallssuche heraus. 1974 präsentierte er die Rastrigin-Funktion, die er 1991 verbesserte. 1989 initiierte er mit anderen die Gründung der Assoziation für Künstliche Intelligenz in der UdSSR. 1991 gründete er die lettische Gesellschaft für Modellierung und Simulation und wurde deren Präsident.